# Геккиев, Заур Далхатович
Заур Далхатович Геккиев (род. 12 февраля 1961, Лашкута, Кабардино-Балкарская АССР) — российский государственный и общественный деятель, депутат Государственной Думы VI, VII и VIII созывов, член фракции «Единая Россия», член комитета по международным делам.

## Биография
В 1983 году окончил Кабардино-Балкарский агромелиоративный институт, в 1992 году — Северо-Кавказский социально-политический институт, в 2000 году — Кабардино-Балкарский государственный университет. В 2002 году в Кабардино-Балкарской государственной сельскохозяйственной академии защитил диссертацию на тему «Формирование территориальных хозяйственных систем на основе кластерных технологий (на примере Приэльбрусья КБР)». Кандидат экономических наук.
С 1982 по 1985 год был секретарем комитета ВЛКСМ, заместителем секретаря партийного комитета Кабардино-Балкарского агромелиоративного института. С 1985 по 1987 год проходил службу в рядах Советской Армии. С 1987 по 1993 год работал инструктором орготдела Ленинского райкома коммунистической партии советского союза г. Нальчика, заместителем директора по производству совхоза «Белореченский», позже был назначен главой администрации с. Белая Речка г. Нальчика. С 1993 по 2001 год был депутатом Парламента Кабардино-Балкарской Республики первого и второго созывов. 1 февраля 2001 года досрочно сложил полномочия депутата в связи с назначением на должность заместителя главы администрации города Нальчика.
С 2001 по 2002 год работал главой администрации Эльбрусского района КБР, в 2002 году назначен министром курортов и туризма КБР, работал председателем Совета директоров акционерного общества «Каббалктурист». В 2003 году избран депутатом Парламента Кабардино-Балкарской Республики третьего созыва, возглавлял Комитет по экономической политике. С 2006 года работал заместителем генерального директора ОАО «Кавказская энергетическая управляющая компания», заместителем генерального директора ОАО «МРСК Северного Кавказа». В 2009 году был избран депутатом Парламента Кабардино-Балкарской Республики четвёртого созыва.
В декабре 2011 года баллотировался Государственную думу РФ VI созыва, избран депутатом Госдумы по списку партии «Единая Россия».
18 сентября 2016 года повторно баллотировался в Государственную думу, избран депутатом Госдумы VII созыва в составе списка кандидатов от «Единой России».
19 сентября 2021 года избран депутатом Государственной думы РФ VIII созыва от партии «Единая Россия».

## Законотворческая деятельность
С 2011 по 2019 год, в течение исполнения полномочий депутата Государственной Думы VI и VII созывов, выступил соавтором 73 законодательных инициатив и поправок к проектам федеральных законов.

## Награды
- Медаль ордена «За заслуги перед Отечеством» II степени (26 августа 2016 года) — за активную законотворческую деятельность и многолетнюю добросовестную работу[11]
- Почетная грамота Кабардино-Балкарской Республики
- Почетная грамота Государственной Думы Федерального Собрания РФ
- Благодарность Правительства Российской Федерации (30 января 2016 года) — за заслуги в законотворческой деятельности и многолетний добросовестный труд[12]
- Благодарность Председателя Государственной Думы Федерального Собрания РФ
- Почетная грамота Минэнерго Российской Федерации
- Благодарность Президента Кабардино-Балкарской Республики
- Почетная грамота Парламента Кабардино-Балкарской Республики
- Знак отличия «Парламент России»
- Медаль «МПА СНГ. 25 лет» (27 марта 2017 года, Межпарламентская ассамблея СНГ) — за заслуги в деле развития и укрепления парламентаризма, за вклад в развитие и совершенствование правовых основ функционирования Содружества Независимых Государств, укрепление международных связей и межпарламентского сотрудничества[13]

## Санкции
Из-за вторжения России в Украину, находится под международными санкциями Евросоюза, США, Великобритании и ряда других стран.